# Elizabeth Castillo
Elizabeth Castillo Vargas (Manizales, 30 de noviembre de 1970) es una activista, política, comediante y escritora colombiana.

Creo en la reivindicación de la igualdad y he luchado tanto por concretarla tanto en mi vida como en las vidas de quienes no tienen voz.

## Biografía
La menor de tres hermanas, abogada de la Universidad de Caldas y radicada en la ciudad de Bogotá desde el 2000. Elizabeth es madre de un hijo, lesbiana, feminista y está casada con una mujer también madre de un hijo. La mayor parte de su trayectoria profesional se ha dedicado a realizar activismo como defensora de los derechos de las mujeres y personas LGBT y consultora en temas de género y derechos sexuales y reproductivos.

## Trayectoria

### Activismo
Como defensora de los derechos LGBT ha participado en mesas de discusión y campañas para promover la igualdad de derechos, ha promovido y participado de forma activa en campañas para apoyar el matrimonio igualitario, la lucha contra la homofobia y la adopción por parte de parejas LGBT. En 2003 fundó -junto con otra madre también lesbiana- el grupo de Mamás Lesbianas de Bogotá y Elizabeth sigue siendo una de sus coordinadoras. Entre los años 2007 - 2009 apoyó la implementación y puesta en marcha del Centro Comunitario LGBT de Bogotá, que también fue el primero de este tipo en América Latina. Adicionalmente trabajó como directora del Centro Comunitario LGBT.
Como defensora de los derechos de las mujeres, ha sido ponente en diferentes eventos nacionales e internacionales sobre género y sexualidad, derechos sexuales y reproductivos. También estuvo a cargo del programa de género y salud sexual en Profamilia durante 2004 y 2011.
A pesar de la discriminación, ha contribuido con su faseta artística con obras que muestran el compromiso con su causa. Escribió y presentó el show de comedia sobre diversidad sexual y derechos sexuales y reproductivos A ver si nos entendemos, además de ser la  autora del libro No somos etcétera que recopila veinte años de historia del movimiento LGBT en Colombia.

### Participación política
Elizabeth Castillo fue candidata al senado de la república por el partido Liberal colombiano, para el periodo agosto de 2013 – abril de 2014 donde pretendía promover la igualdad de derechos.

Creo en la posibilidad de vivir en un país en paz. Un país pluralista y diverso que reconozca la igualdad de derechos tanto para hombres como para mujeres en sus distintas formas de amar, ser, expresarse y sentir.

Durante su campaña, Castillo se comprometió a:
- Defender el derecho de las mujeres a vivir una vida libre de violencias.
- Defender la igualdad para todas y todos sin distingo de la orientación sexual, la identidad de género, el sexo o el estatus de VIH.
- Impulsar y defender los derechos sexuales y reproductivos para todas y todos, así como el derecho a la autonomía sobre nuestro cuerpo.
- Incidir en el avance de los derechos civiles y políticos para todas y todos los colombianos, fortaleciendo el estado laico.
- Apoyar el proceso de paz.

La paz no será completa sin los derechos de las mujeres y no podrá perdurar sin el reconocimiento y el respeto a las diferencias.

- Hacer oposición férrea a iniciativas que pretendan limitar o eliminar derechos alcanzados por las mujeres o por la comunidad LGBT.

En esta incursión electoral obtuvo 2.063 votos.

### Funcionaria pública
Estuvo vinculada a Profamilia, trabajando en la promoción de los derechos sexuales y reproductivosde las mujeres. Durante 2004 y 2011 cordinó y asesoró proyectos de género, derechos sexuales y reproductivos, sexualidad y violencias de género en esta institución. También contribuyó como investigadora en la Encuesta Nacional de Demografía y Salud ENDS con el análisis de datos y el capítulo de género, sección Diversidad sexual del documento generado por dicha encuesta en el año 2015.  
Trabajó como asesora de derechos sexuales y reproductivos para la Secretaría Distrital de la Mujer en Bogotá durante 2015 y como directora del equipo de trabajo, ejecución de proyecto y concertación con grupos poblacionales diferenciales durante 2016 y 2018.

## Obras
- Feminicidio. Mujeres que mueren por violencia intrafamiliar en Colombia. Estudio de casos en cinco ciudades del país ,[11] Elizabeth Castillo Vargas, Programa Salud Sexual y Género, Colombia. Profamilia, 2007.[12][13]
- Discriminación Laboral a Lesbianas en América Latina – Capítulo Colombia International Gay and Lesbian Human Rights Commission IGLHRC, 2004
- Objeción de Conciencia Médica. Profamilia, 2006.
- Encuesta LGBT, sexualidad y derechos. Asistentes a la marcha de la ciudadanía LGBT Bogotá. Profamilia, 2009.
- Violencia contra las mujeres y nuevas tecnologías. Caracterización y marco jurídico de la violencia contra las mujeres y el uso de las TIC´s,[14] Fundación Karisma, 2014
- No somos etcétera. Veinte años de historia del movimiento LGBT en Colombia. Pengüin Ramdom House (Ediciones B), 2018.[15]
- A ver si nos entendemos, show de comedia sobre diversidad sexual y derechos sexuales y reproductivos, 2019
- Genero y eso como se come, libro publicado en Bogotá.[16]